# Принцеса (фільм, 2021)
«Принцеса» (нім. Prinzessin) — кінодрама 2021 року спільного виробництва України та Швейцарії. Режисер та автор сценарію Пітер Луізі.

## У ролях
| Актор          | Роль                       |
| -------------- | -------------------------- |
| Матіас Хабиш   | Йозеф Келлер старий        |
| Фабіан Крюгер  | Йозеф Келлер молодий       |
| Йоганна Банцер | Ніна доросла               |
| Лія Хане       | Ніна молода                |
| Анна Хауг      | Карін Келлер сестра Йозефа |

## Сюжет
Швейцарія, середина 1980-х років. У центрі сюжету — Йозеф Келлер, чоловік, що страждає від важкої алкогольної залежності, який успадкував будинок разом зі своєю зведеною сестрою Карін після смерті їхньої матері. Карін наполягає на тому, щоб Йозеф звільнив будинок для його продажу, але він відмовляється. Тоді Карін із чотирирічною дочкою Ніною переїжджає до будинку, що створює напружену ситуацію. Незважаючи на початкову ворожість, між Йозефом і Ніною, яку він ніжно називає «своєю принцесою», зав'язуються теплі стосунки. Вони проводять час разом, але Йозеф, через свою залежність, не може контролювати себе і вживає алкоголь навіть під час спільних прогулянок із Ніною, що призводить до небезпечних ситуацій. Через його провину Ніна потрапляє в аварію, після чого Карін, розлючена і стурбована безпекою дочки, забирає її й переїжджає до свого нового хлопця Маркуса, забороняючи Йозефу будь-які контакти з Ніною. Карін ставить Йозефу умову: він може ще раз побачити Ніну, якщо погодиться на продаж будинку. Під час їхньої останньої зустрічі Йозеф обіцяє Ніні, що завжди буде поруч із нею, хоча обставини роблять цю обіцянку болісно нереальною.
Події переносяться у 2021 рік. Йозеф, якому близько 80 років, дізнається на похороні Карін, що Ніна, його улюблена «принцеса», з якою він втратив зв'язок після нещасного випадку 35 років тому, пішла хибним шляхом. У підлітковому віці вона стала наркозалежною, вела злочинне життя і на момент подій перебуває у в'язниці в Україні, куди втекла від швейцарських властей. Йозеф, попри свій вік і власні труднощі, вирішує зробити останню спробу врятувати Ніну. Він забирає всі свої заощадження і вирушає в Україну, на тимчасово окуповану територію, щоб знайти її. Йому вдається через хабар визволити тяжко хвору Ніну з в'язниці, але вона, перебуваючи у владі своєї залежності, обкрадає його і знову купує наркотики. Незважаючи на це, Йозеф не здається: він знаходить її знову, але для цього йому доводиться «побратиматися» з її дилером, вживаючи алкоголь — вперше за 35 років тверезості після того фатального випадку з Ніною. Щоб переконати Ніну поїхати з ним, Йозеф розповідає їй про віддалену гірську хатину, де вона могла б жити, сховавшись від світу.
Йозеф і Ніна, подорожуючи на старому «ВАЗ-2106» через Польщу та Німеччину до Швейцарії, долають небезпечну дорогу, адже Ніна офіційно перебуває в розшуку. Їм вдається пройти прикордонний контроль лише завдяки щасливому випадку. Під час поїздки через Німеччину стан Ніни погіршується, і вона втрачає свідомість. Йозеф, попри власний вік і обмежені можливості, негайно доставляє її до лікарні. У лікарні Йозеф дізнається про катастрофічний стан здоров'я Ніни: її тіло сильно пошкоджене, імунна система зруйнована, вона страждає від туберкульозу та СНІДу. Його розпачливе запитання, чому вона не звернулася за лікуванням, Ніна різко відкидає, можливо, через сором, заперечення чи байдужість, спричинену її залежністю та способом життя. У цей момент Йозеф відкриває їй глибоко особисту правду: він розповідає, що саме вона, Ніна, своїм існуванням і їхнім зв'язком у дитинстві допомогла йому подолати алкогольну залежність. Після того нещасного випадку 35 років тому, коли він поставив її життя під загрозу, він зміг залишитися тверезим, і тепер він намагається зробити для неї те саме — врятувати її, повернути до життя. Цей момент розкриває глибину Йозефового почуття провини та його прагнення спокути. Він бачить у порятунку Ніни не лише шанс допомогти їй, але й спосіб завершити власну життєву місію, виправити помилки минулого. Водночас Ніна, здається, перебуває в полоні власної залежності.
Після короткого візиту до свого вітчима Ніна, попри свій важкий стан і діагнози, свідомо відмовляється від медичного лікування. Вона вирішує продовжити подорож із Йозефом. Остання сцена, де Ніна піднімається в маленькій канатній дорозі в гори та зникає в тумані.

## Сприйняття

### Відгуки критиків
Урс Бюлер в рецензіїї для Ноє цюрхер цайтунг вважає ідею фільму багатообіцяючою, але зазначає, що у другій половині стрічка втрачає якість: сюжет стає передбачуваним, персонажам бракує правдоподібної мотивації та глибини. Водночас високо оцінюється акторська гра молодої Ніни, та відзначає її тонкість і природність.
Натомість кінорежисер Петер Луізі в статті для кіножурналу Filmdienst не вбачає втрати інтенсивності чи чутливості, хоча зазначає, що різкий стрибок у часі може вимагати звикання, і рекомендує фільм для глядачів від 16 років.